# SharpMusique
SharpMusique je přepis PyMusique do jazyka C# – hudební program na stahování hudby z iTunes Music Store.
PyMusique byl napsán v Pythonu Travisem Watkinsem, Codym Brociousem a Jonem Lech Johansenem za účelem stahování hudby z iTunes Music Store na operačním systému Linux. První verze se objevila na Johansenových webových stránkách v březnu 2005. Přestože iTunes Music Store používá na hudební songy FairPlay DRM, PyMusique byl první program, který využil chybu v systém a umožnil uživatelům stahovat muziku bez DRM ochran.
S verzí 0.4 vývojář Cody Brocious na svém blogu slíbil, že žádné další verze PyMusique nebudou vydány pro Microsoft Windows.
V září 2005 Jon Lech Johansen vydal SharpMusique napsaný v C#, který pokračuje tam, kde PyMusique skončil. Program byl záplatován až do verze 1.0 a poté nebyl dlouho aktualizován. Protokol iTunes se změnil a uživatelé SharpMusique byli schopni sami vydávat primitivní opravy, dokud se v polovině roku 2006 protokol nezměnil drasticky. Linky na stažení SharpMusique byly odstraněny z Johansenových webových stránek s odůvodněním, že nebude snadné udělat další verzi.
Program QTFairUse také obchází ochranu DRM na iTunes Store.